# رولو ماي
رولو ريس ماي (21 أبريل 1909 - 22 أكتوبر 1994) كان عالمًا نفسيًا وجوديًا أمريكيًا ومؤلف الكتاب المؤثر الحب والإرادة (1969). غالبًا ما يرتبط بعلم النفس الإنساني والفلسفة الوجودية، وكان إلى جانب فيكتور فرانكل من كبار المؤيدين للعلاج النفسي الوجودي. كان الفيلسوف واللاهوتي بول تيليش صديقًا مقربًا له تأثير كبير على عمله.